# Crkva sv. Roka u Jelsi
Crkva sv. Roka  je rimokatolička crkva u Jelsi, na otok Hvaru.

## Opis
Crkva sv. Roka nalazi se na ulazu u Jelsu s istoka. Starija gotička građevina obnovljena je 1601. – 1604. godine donacijom više istaknutih jelšanskih obitelji onog vremena. Građevina pravokutnog tlocrta ima naglašenu, kvadratičnu apsidu. Zidana je priklesanim kamenom u redovima. Krov crkve je pokriven kamenim pločama. Na glavnom pročelju je jednostavan ulaz s kamenim pragovima, flankiran kvadratičnim prozorima. U osi zabata je zidana, jednodijelna preslica. U zabatu apisde u plitkom je reljefu uklesan sv. Roko. U unutrašnjosti je na oltarna pala iz 18. stoljeća.

## Zaštita
Pod oznakom Z-4871 zavedena je kao nepokretno kulturno dobro - pojedinačno, pravna statusa zaštićena kulturnog dobra, klasificirano kao "sakralna graditeljska baština".